# Neofusicoccum mangiferae
Neofusicoccum mangiferae är en svampart som först beskrevs av Syd. & P. Syd., och fick sitt nu gällande namn av Crous, Slippers & A.J.L. Phillips 2006. Neofusicoccum mangiferae ingår i släktet Neofusicoccum och familjen Botryosphaeriaceae.   Inga underarter finns listade i Catalogue of Life.